# Fuat Deniz
Fuat Deniz (syrisch ܦܘܐܕ ܕܢܝܙ; * 24. Juli 1967 in Kerburan, Tur Abdin, Türkei; † 13. Dezember 2007) war ein schwedischer Soziologe und Schriftsteller aramäischer Abstammung. Bis zu seiner Ermordung 2007 arbeitete er als Lecturer in Soziologie am Departement für Sozial- und Politikwissenschaften der Universität Örebro.
Deniz wurde als ältester Sohn in eine aramäische Familie in Südostanatolien hineingeboren. Er kam mit seinen Eltern als achtjähriger nach Schweden und wuchs in Örebro auf. In seiner Jugend war er in der Assyrischen Jugendföderation aktiv, von dem er auch der Mitgründer war, und war ein diligenter Autor für das Magazin der Schwedischen Nationalen Assyrischen Föderation, Hujådå. Er erhielt 1999 einen Doktor der Philosophie in Soziologie an der Universität Uppsala. In seiner Doktorarbeit mit dem Titel En minoritets odyssé ("Die Odyssee einer Minderheit") setzt er sich mit den Erfahrungen der Assyrer auseinander, die in den 1970er Jahren nach Schweden kamen. Deniz war auch eine wohlbekannte Persönlichkeit unter der assyrischen Gemeinde in Schweden und auch international für seine Forschungen zum Völkermord an den Aramäern anerkannt.
Am 11. Dezember 2007, um 15.30 Uhr MEZ, wurde Fuat Deniz innerhalb der Universität Örebro angegriffen und in den Nacken erdolcht. Er starb zwei Tage später an seinen Verwundungen im Universitätskrankenhaus Örebro. In den Medien gab es zahlreiche Spekulationen über ein mögliches politisches Motiv hinter der Ermordung – wegen Deniz' Forschungen über den Völkermord an den Aramäern. Am 16. Januar 2008 wurde ein 42-jähriger Mann aus Göteborg wegen Mordverdachts festgenommen.

## Werke
- Fuat Deniz, Perdikaris, Antonios: Ett liv mellan två världar : en studie om hur assyriska ungdomar som andra generationens invandrare i Sverige upplever och hanterar sin livssituation. Universität Örebro, Örebro 1990, ISBN 91-7668-251-X.
- Fuat Deniz, Freyne-Lindhagen, Marianne; Ulfvensjö, Lars: Flyktingar i Norberg, FINO-projektet : en utvärdering av det kommunala flyktingmottagandet. Örebro University, Örebro 1991.
- Fuat Deniz: Kulturmöten : en utvärdering av projektet Kulturmöten i Vallby/Pettersberg i Västerås. Örebro University, Örebro 1992, ISBN 91-7668-122-X.
- Fuat Deniz: Utbildning : vägen till framtiden : assyriernas utbildningstraditioner i Sverige. Assyrian Association in Bergsjön, Göteborg 1993.
- Fuat Deniz: Medvetande och identitet i det medialiserade samhället : en kritisk diskussion och analys av Meads och Berger/Luckmanns socialisationsteori utifrån nya tekniska och symboliska villkor för sociala relationer samt för medvetande- och identitetsutveckling. Universität Uppsala, Uppsala 1995.
- Fuat Deniz: Flykten från verkligheten till jagets högborg : en kritisk tolkning och analys av New Age utifrån Durkheims sociologi. Uppsala University, Uppsala 1995.
- Fuat Deniz: En minoritets odyssé : upprätthållande och transformation av etnisk identitet i förhållande till moderniseringsprocesser : det assyriska exemplet. Uppsala University, Uppsala 1999, ISBN 91-628-3759-1.